# Seznam hrvaških čelistov
Seznam hrvaških violončelistov.

## A
- Vladimir Antolek-Orešek

## D
- Valter Dešpalj

## H
- Stjepan Hauser

## J
- Antonio Janigro

## L
- Monika Leskovar

## R
- Ana Rucner

## Š
- Luka Šulić (slov.-hrv.)

## T
- Juro Tkalčić